# Periscyphis sudanensis
Periscyphis sudanensis är en kräftdjursart som beskrevs av Taiti, Ferrara och Allspach 1997. Periscyphis sudanensis ingår i släktet Periscyphis och familjen Eubelidae. Inga underarter finns listade i Catalogue of Life.